# Телескоп Эйнштейна
Телеско́п Эйнште́йна (англ. Einstein Telescope) — будущий детектор гравитационных волн третьего поколения, разрабатываемый рядом европейских организаций, курируемых Европейской гравитационной обсерваторией.
В 1916 году Альберт Эйнштейн в общей теории относительности предсказал существование гравитационных волн. Согласно теории, мощные гравитационные возмущения во Вселенной создают гравитационные волны в пространстве-времени. Их обнаружение в 2015 году открывает новые возможности для астрономии, позволит исследовать части Вселенной, до сих пор недоступные для наблюдения.
Детектор будет расположен под землёй, чтобы исключить влияние шумов на приборы, а температура снижена до 20 K.
Проект телескопа Эйнштейна поддерживается Европейской комиссией по программе «Framework Programme 7».

## Предпосылки
Общая теория относительности, созданная Альбертом Эйнштейном в 1916 году, предсказывает существование возмущений гравитационного поля, имеющих характер гравитационных волн, распространяющихся в вакууме со скоростью света. Гравитационные волны переносят энергию и импульс. Воздействуя на тела, они должны вызывать относительное смещение их частей (деформацию тел). На этом явлении основаны попытки обнаружения этих волн. Гравитационные волны из-за их чрезвычайно малой интенсивности и крайне слабого взаимодействия с веществом были обнаружены только в 2015 году.
В настоящий момент действует несколько гравитационных детекторов. Некоторые из них, такие как MiniGRAIL, ALLEGRO, AURIGA, EXPLORER и NAUTILUS, действует по принципу гравитационной антенны, впервые реализованному Джозефом Вебером. В отличие от них, обсерватории LIGO, GEO600, TAMA-300 и VIRGO действуют на основе интерферометров Майкельсона.
Несмотря на существование этих обсерваторий и анализ большого количества информации наблюдений, гравитационные волны были обнаружены только в 2015 году. Для продолжения исследований есть необходимость создания более чувствительного гравитационного детектора.

## Строение
Обсерватория будет расположена под землёй и будет представлять собой треугольник из вакуумных тоннелей. В отличие от аналогичного по принципу работы детектора VIRGO, тоннели будут длиной 10 км, а не 3 км, что значительно повысит точность измерений. Зеркала интерферометров, с диаметром больше 0,5 м, будут охлаждены до криогенных температур, чтобы снизить тепловой шум.

## Рабочие группы
Проект телескопа разделён на пять рабочих групп для решения конкретных задач:
- научный потенциал (WP 1);
- сейсмические исследования и выбор места (WP 2);
- исследования свойств кремния при криогенных температурах (WP 3);
- системы управления (WP 4);
- управление (WP 5)[6].

## Партнёры
- Европейская гравитационная обсерватория — административный менеджер
- Национальный институт ядерной физики — Италия
- Институт гравитационной физики Общества Макса Планка — Германия
- Национальный центр научных исследований — Франция
- Национальный институт ядерной физики и физики высоких энергий — Нидерланды
- Бирмингемский университет — Великобритания
- Университет Глазго — Великобритания
- Кардиффский университет — Великобритания[3]